# Brajkov Vrh
Brajkov Vrh är ett berg i Kroatien. Det ligger i länet Istrien, i den västra delen av landet, 170 km väster om huvudstaden Zagreb. Toppen på Brajkov Vrh är 445 meter över havet.